# وولند
وولند (به انگلیسی: Woolland) یک روستا و محله مدنی در بریتانیا است که در North Dorset واقع شده‌است. وولند ۵۰ نفر جمعیت دارد.